# Séminaire Stella Maris de Nha Trang

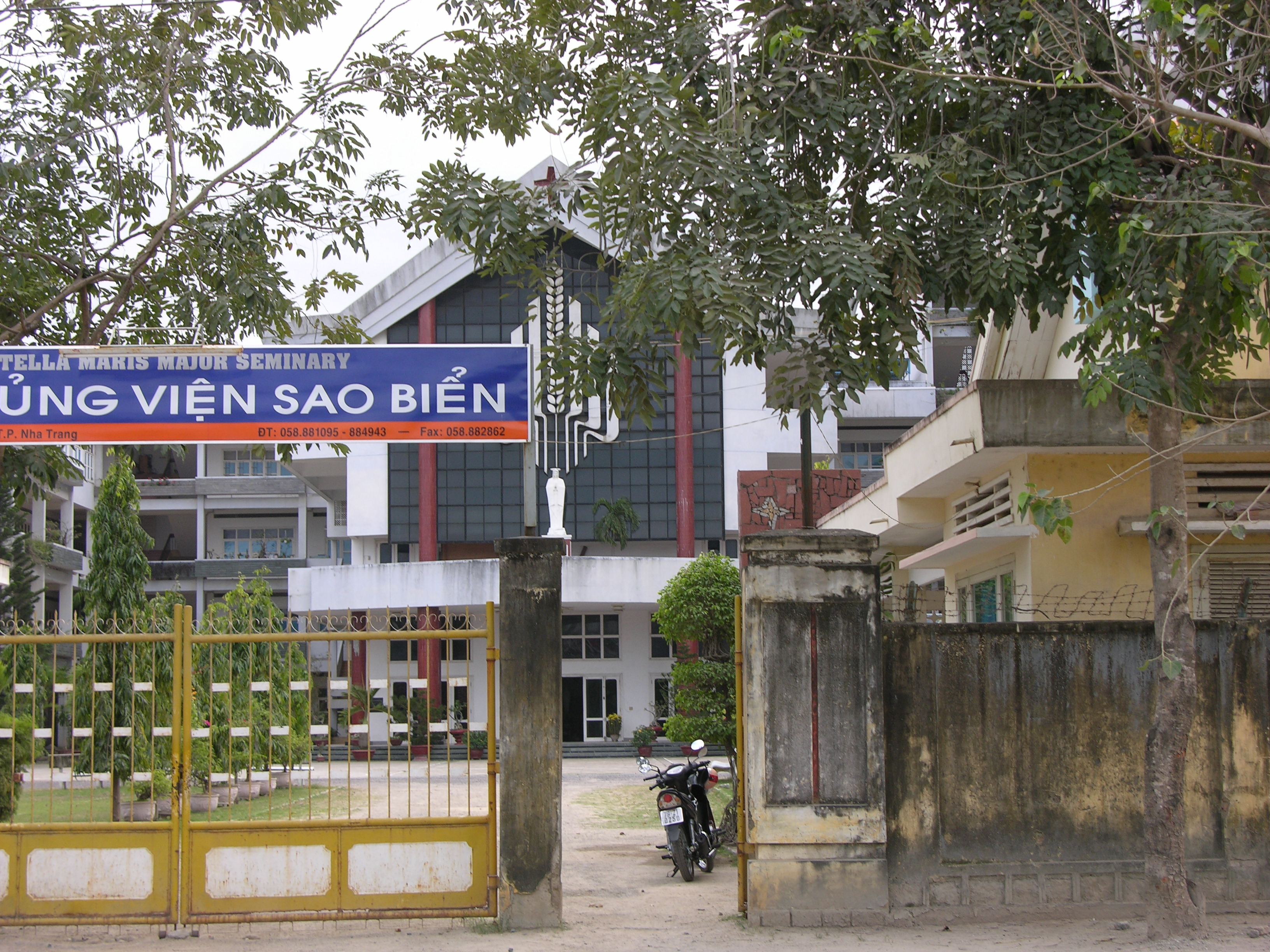
Vue du séminaire de Nha Trang en 2009

Le séminaire Stella Maris est l'un des sept séminaires catholiques autorisés au Viêt Nam. Il accueille les séminaristes étudiants du diocèse de Nha Trang, du diocèse de Quy Nhon et du diocèse de Ban Me Thuot. Il se trouve à Nha Trang au 60 rue Ly Nam De, dans l'arrondissement de Phuoc Long.
C'est en 1958 qu'est fondé un séminaire à Nha Trang dans une paroisse du bord de mer. Le gouvernement le ferme le 1er juin 1979 sous le prétexte de réquisition de logements. Plus tard, il en fait un « collège des Arts, de la Culture et du Tourisme ».
En 1980, le séminaire obtient du gouvernement l'autorisation d'ouvrir ses portes dans un bâtiment temporaire. L'évêque du lieu, Mgr Paul Nguyên Van Hòa, bénit le nouvel édifice le 31 décembre 1991, où il se trouve actuellement.